# Liste der Naturdenkmale in Schwielowsee
Die Liste der Naturdenkmale in Schwielowsee nennt die Naturdenkmale in Schwielowsee im Landkreis Potsdam-Mittelmark in Brandenburg.
In den Spalten befinden sich folgende Informationen:
- Nr.: Identifizierungsnummer nach veröffentlichter Liste. Sie wird von der unteren Naturschutzbehörde des Landkreises oder der kreisfreien Stadt vergeben. Wenn sie bekannt ist, wird sie angegeben. In dieser Spalte kann sich zusätzlich das Wort Wikidata befinden, der entsprechende Link führt zu Angaben zu diesem Naturdenkmal bei Wikidata.
- Bezeichnung: Benennung des Naturdenkmals, in der Regel wird bei Bäume die Baumart genannt. Bekannte Eigennamen werden mit angegeben.
- Gemarkung: Ort oder Gemarkung, in der sich das Naturdenkmal befindet
- Lage: Nennt die Lage des Naturdenkmals im jeweiligen Ortsteil und die geografischen Koordinaten des Naturdenkmals. Link zu einem Kartenansichtstool, um Koordinaten zu setzen. In der Kartenansicht sind Naturdenkmale ohne Koordinaten mit einem roten beziehungsweise orangen Marker dargestellt und können in der Karte gesetzt werden. Denkmale ohne Bild sind mit einem blauen bzw. roten Marker gekennzeichnet, Denkmale mit Bild mit einem grünen beziehungsweise orangen Marker.
- Beschreibung: die Beschreibung des Naturdenkmales
- Schutzzweck: Erläutert den Grund der Unterschutzstellung
- Bild: Zeigt ein Bild des Naturdenkmales und gegebenenfalls ein Link zu weiteren Fotos im Medienarchiv Wikimedia Commons

## Caputh
| Bild | Bezeichnung | Lage | Beschreibung                                                | Schutzzweck                           | Nummer |
| ---- | ----------- | --- | ----------------------------------------------------------- | ------------------------------------- | ------ |
| BW   | Rotbuche    | Caputh, Kurze Str. 7, südliche Grundstücksgrenze angrenzend (ehemals einstweilen gesichertes NSG) „Krähenberg“ (52° 20′ 28,1″ N, 12° 59′ 10,8″ O) | 3 Rotbuchen (Fagus sylvatica). Kronendurchmesser 20/14/18 m | Seltenheit, Eigenart, Landschaftsbild | 108-01 |

## Ferch
| Bild                                    | Bezeichnung             | Lage | Beschreibung | Schutzzweck                                                 | Nummer |
| --------------------------------------- | ----------------------- | --- | --- | ----------------------------------------------------------- | ------ |
| Direkt Bild zu diesem Denkmal hochladen | Sechs Eichen            | Ferch, () | 6 Stiel-Eichen (Quercus robur). Kronendurchmesser je 20 m | Seltenheit, Eigenart, Ortsbild                              | 168-01 |
| BW                                      | Eiche                   | Ferch, Westteil von Ferch, am Ortsausgang nach Petzow, Höhe Abzweig „Mittelbusch“ (52° 19′ 34″ N, 12° 55′ 39,7″ O) | 6 Stiel-Eichen (Quercus robur). Kronendurchmesser 20 m | Seltenheit, Eigenart, Ortsbild                              | 168-02 |
| Weitere Bilder Fotos hochladen          | Eiche                   | Ferch, Dorfstr., neben 6a (52° 18′ 44,9″ N, 12° 55′ 58″ O)                                                         | Stiel-Eiche (Quercus robur) Kronendurchmesser 21 m | Seltenheit, Eigenart, Ortsbild                              | 168-03 |
| BW                                      | „Tausend-jährige Eiche“ | Ferch, Schmerberger Weg (52° 18′ 47,7″ N, 12° 56′ 15,5″ O)                                                         | Stiel-Eiche (Quercus robur). Kronendurchmesser 15 m | Seltenheit, Eigenart, Ortsbild, kulturhistorische Bedeutung | 168-05 |
| BW                                      | Eiche                   | Ferch, Kirchhof, Beelitzer Straße (52° 18′ 39,1″ N, 12° 55′ 44,6″ O)                                               | Stiel-Eiche (Quercus robur). Kronendurchmesser 12 m | Seltenheit, Eigenart, Größe                                 | 168-06 |
| BW                                      | Linde                   | Ferch, Dorfstr. 19 (52° 18′ 46,8″ N, 12° 56′ 3,1″ O)                                                               | Winter-Linde (Tilia cordata). Kronendurchmesser 10 m | Seltenheit, Eigenart, Größe, Ortsbild                       | 168-08 |
| BW                                      | Eiche am Sportplatz     | Ferch, Westteil von Ferch, Dorfstr. 19 (Gelände Sportverein) (52° 19′ 5,4″ N, 12° 55′ 32,5″ O)                     | Trauben-Eiche (Quercus petraea). Kronendurchmesser 25 m | Seltenheit, Eigenart, Größe, Ortsbild                       | 168-10 |
| BW                                      | Mühlengrund Ferch       | Ferch, nördlich der Straße Mühlengrund bis Fercher Uferweg/Seeweg (52° 18′ 39,6″ N, 12° 55′ 39″ O)                 | ca. 1,16 ha großes Feuchtgebiet (auch als Fercher Wiesen bezeichnet) an den Uferseiten des Mühlengrund-Bach am Südende des Schwielowsee, ist Teil des Landschaftsschutzgebiet "Potsdamer Wald- und Havelseengebiet" |                                                             | FID 57 |